# الجمعية العلمية لطلاب طب الأسنان بمصر
الجمعية العلمية لطلاب طب الأسنان بمصر (بالإنجليزية: Dental Students' Scientific Association of Egypt)‏ المعروفة اختصاراً بـDSSA-Egypt هي منظمة غير حكومية غير ربحية تهدف بالأساس إلي تحقيق هدفين أساسيين هما: الارتقاء بالمستوي العلمي التخصصي لطلاب طب الأسنان المصريين وغير المصريين بكليات طب الأسنان المختلفة داخل القطر المصري، ورفع الوعي الشعبي الوقائي بصحة الفم والأسنان.

## النشأة والتأسيس
يعود تاريخ تأسيس الجمعية العلمية لطلاب طب الأسنان بمصر إلي سبتمبر 1968 في براغ (عاصمة جمهورية تشيكوسلوفاكيا) التي عقد بها المؤتمر السنوي للاتحاد العالمي لطلاب طب الأسنان آنذاك، والذي شارك فيه 10 طلاب مصريون من كلية طب الأسنان بجامعة الأسكندرية بصحبة -المغفور له- أ.د محمود الحضري - عميد كلية طب أسنان الأسكندرية، وكانوا بمثابة الوفد الشرفي الممثل لمصر هناك.
في العام التالي تأسست رسمياً الجمعية العلمية لطلاب طب الأسنان بمصر في كلية طب الأسنان بجامعة الأسكندرية وحصلت علي اعتماد الكلية، وفي مؤتمر الاتحاد الدولي 1971 بمالطة حصلت مصر علي عضوية الاتحاد ممثلة في جمعيتها العلمية DSSA-Egypt.
منذ ذلك الوقت كانت كلية طب الأسنان بجامعة الأسكندرية هي مقر الجمعية العلمية والعضو المحلي الوحيد Local Member Association بها، حتي تأسست الجمعية العلمية لطلاب طب الأسنان بجامعة طنطا TSADS في نوفمبر 2006 وانضمت للجمعية العلمية لتصبح ثاني أقدم عضو محلي بها. ومنذ ذلك الحين اتجهت الجمعية نحو توسيع دائرة عضويتها المحلية من خلال ضم المزيد من الجامعات الحكومية إليها مثل جامعة المنيا، وجامعة عين شمس، وجامعة قناة السويس، وجامعة كفر الشيخ. ومؤخراً تم قبول عضوية الجامعات الخاصة مثل جامعة مصر الدولية MIU، والجامعة الحديثة للعلوم والآداب MSA، والجامعة البريطانية بمصر BUE.

## النظام الأساسي
- يعتبر الاتحاد الدولي لطلاب طب الأسنان IADS الذي تأسس عام 1951 بالدنمارك، أحد المنظمات التنفيذية التابعة للاتحاد الفيدرالي لطب الأسنان FDI، وهو بمثابة الذراع الطلابي للاتحاد الفيدرالي، ومقره بالدور الرابع من مبني مقر الـ FDI ب<meta/>جنيف-سويسرا.
- يضم اليوم الـ IADS في عضويته أكثر من 60 دولة ويخدم أكثر من ربع مليون طالب حول العالم، وتعتبر مصر ممثلة في جمعيتها العلمية من أقدم الأعضاء به.
- تنقسم العضوية في الاتحاد الدولي إلي نوعين رئيسيين، عضوية مؤسسات وعضوية أفراد.
- تندرج عضوية الجمعية العلمية في الاتحاد الدولي، تحت بند Country Member Association. وهي العضوية الكاملة التي بموجبها يتم تمثيل كل طلاب طب الأسنان بالقطر المصري داخل كلاً من الاتحاد الفيدرالي FDI والاتحاد الدولي IADS.[3]
- تنقسم العضوية داخل الجمعية العلمية كذلك إلي عضوية مؤسسات وعضوية أفراد.
- تتواجد الجمعية العلمية في جميع الجامعات المصرية بنوعي عضويتها، كجمعيات محلية أو كأفراد أعضاء.
- يتشكل مجلس إدارة Board الجمعية العلمية من (الرئيس - نائب الرئيس - السكرتير العام - أمين الصندوق - المحرر - مسئول برنامج التبادل - مسئول الأنشطة العلمية - مسئول الأنشطة الاجتماعية) وهؤلاء هم المجلس التنفيذي Ex.Co. ينضم إليهم مسئولي اللجان الدائمة (مسئول الأنشطة الوقائية - مسئول التدريب - مسئول الأنشطة البحثية - مسئول التمويل).[4]
- قانونياً، الجمعية العلمية مرخصة وفقاً لقانون الجمعيات الأهلية، وهي منظمة مجتمع مدني غير ربحية وتهدف إلي خدمة المجتمع وتنمية الوعي الشعبي بصحة الفم والأسنان.[5]

## العضوية
ترحب الجمعية العلمية لطلاب طب الأسنان بمصر بانضمام جميع طلاب طب الأسنان الدارسين بمصر من المصريين وغير المصريين في عضويتها.
- أنواع العضوية:

وفقاً للائحة التنظيمة للجمعية، يوجد نوعان من العضوية داخل الجمعية، عضوية مؤسسة، وعضوية فردية.
- المنظمات الطلابية التي تتمتع بعضوية الجمعية العلمية لطلاب طب الأسنان بمصر [6]

| المنظمة                                                                  | الاختصار        | الجامعة                                | المدينة        | نوع العضوية   |
| ------------------------------------------------------------------------ | --------------- | -------------------------------------- | -------------- | ------------- |
| الجمعية العلمية لطلاب طب الأسنان بالإسكندرية                             | DSSA Alexandria | جامعة الاسكندرية                       | الاسكندرية     | عضوية كاملة   |
| الجمعية العلمية لطلاب طب الأسنان بطنطا                                   | TSADS           | جامعة طنطا                             | طنطا           | عضوية كاملة   |
| الجمعية العلمية لطلاب طب الأسنان بعين شمس                                | DSSA ASU        | جامعة عين شمس                          | القاهرة        | عضوية كاملة   |
| الجمعية العلمية لطلاب طب الأسنان بالمنيا                                 | DSSA Minia      | جامعة المنيا                           | المنيا         | عضوية كاملة   |
| الجمعية العلمية لطلاب طب الأسنان بجامعة قناة السويس                      | SCDSA           | جامعة قناة السويس                      | الإسماعيلية    | عضوية كاملة   |
| جمعية طلاب طب الأسنان بالجامعة الحديثة للعلوم والآداب                    | DCMSA           | جامعة أكتوبر للعلوم الحديثة والآداب    | مدينة 6 اكتوبر | عضوية كاملة   |
| الجمعية العلمية لطلاب طب الأسنان بجامعة مصر الدولية                      | DSSA MIU        | جامعة مصر الدولية                      | القاهرة        | عضوية كاملة   |
| الجمعية العلمية لطلاب طب الأسنان بالجامعة البريطانية في مصر              | DSSA BUE        | الجامعة البريطانية في مصر              | القاهرة        | عضوية كاملة   |
| الجمعية العلمية لطلاب طب الأسنان بجامعة جنوب الوادي                      | DSSA Qena       | جامعة جنوب الوادي                      | قنا            | عضوية كاملة   |
| الجمعية العلمية لطلاب طب الأسنان بجامعة الدلتا                           | DSSA Delta      | جامعة الدلتا للعلوم والتكنولوجيا       | المنصورة       | عضوية كاملة   |
| الجمعية العلمية لطلاب طب الأسنان بجامعة كفر الشيخ                        | DSSA KFS        | جامعة كفر الشيخ                        | كفر الشيخ      | عضوية كاملة   |
| الجمعية العلمية لطلاب طب الأسنان بجامعة مصر للعلوم والتكنولوجيا          | DSSA MUST       | جامعة مصر للعلوم والتكنولوجيا          | مدينة 6 اكتوبر | عضوية كاملة   |
| الجمعية العلمية لطلاب طب الأسنان بجامعة سيناء                            | DSSA Sinai      | جامعة سيناء                            | العريش         | عضوية كاملة   |
| جمعية طلاب طب الأسنان بالجامعة المصرية الروسية                           | ERDSA           | الجامعة المصرية الروسية                | مدينة بدر      | عضوية معلقة   |
| الجمعية العلمية لطلاب طب الأسنان بجامعة المستقبل بمصر                    | DSSA FUE        | جامعة المستقبل بمصر                    | القاهرة        | عضوية تأهيلية |
| الجمعية العلمية لطلاب طب الأسنان بجامعة بدر بالقاهرة                     | DSSA BUC        | جامعة بدر بالقاهرة                     | مدينة بدر      | عضوية تأهيلية |
| الجمعية العلمية لطلاب طب الأسنان بجامعة أسيوط                            | DSSA Assiut     | جامعة أسيوط                            | أسيوط          | عضوية تأهيلية |
| الجمعية العلمية لطلاب طب الأسنان بجامعة النهضة ببني سويف                 | DSSA NUB        | جامعة النهضة ببني سويف                 | بني سويف       | عضوية تأهيلية |
| الجمعية العلمية لطلاب طب الأسنان بجامعة فاروس بالإسكندرية                | DSSA Pharos     | جامعة فاروس بالإسكندرية                | الاسكندرية     | عضوية تأهيلية |
| الجمعية العلمية لطلاب طب الأسنان بجامعة بني سويف                         | DSSA BSU        | جامعة بني سويف                         | بني سويف       | عضوية تأهيلية |
| الجمعية العلمية لطلاب طب الأسنان بجامعة المنصورة                         | DSSA Mansoura   | جامعة المنصورة                         | المنصورة       | عضوية تأهيلية |
| الجمعية العلمية لطلاب طب الأسنان بجامعة الأزهر                           | DSSA Azhar      | جامعة الأزهر                           | القاهرة        | عضوية تأهيلية |
| الجمعية العلمية لطلاب طب الأسنان بالجامعة الحديثة للتكنولوجيا والمعلومات | DSSA MTI        | الجامعة الحديثة للتكنولوجيا والمعلومات | القاهرة        | عضوية تأهيلية |